# Puhalák Szidónia
Puhalák Szidónia (Szeged, 1996. július 5. –) háromszoros Bajnokok Ligája-győztes, háromszoros magyar bajnok, kétszeres kupagyőztes magyar válogatott kézilabdázó, balszélső, a Borsodi Sport Klub játékosa. Mezszáma az 57-es.

## Pályafutása

### Klubcsapatban
Kilenc esztendősen Mórahalmon, Ördögh Erzsébet testnevelőnél ismerkedett meg a kézilabdával, ahonnan hamar Szegedre vezetett az útja. Tizenhat éves korában Kirsner Erika klubvezető hívására Vácra igazolt. Sérüléstől, térdműtéttől sem mentes két évet töltött ott, ám nem sokszor számítottak rá a felnőttek között, így Róth Kálmán hívó szavára a Mosonmagyaróvárban folytatta. Az első évad itt sem sikerült fényesre (hónapokat hagyott ki betegség miatt), ám a másodikban már felhívta magára a figyelmet, ezt követően igazolt Győrbe.
2016. november 19-én a Rosztov-Don elleni női Bajnokok Ligája-mérkőzésen, a csoportkör 32–25-re megnyert zárófordulójában eredményesen kézilabdázott, két gólt szerzett.
A magyar bajnokságban a 2016–2017-es idényben 17 mérkőzésen 39 gólt lőtt a Győri Audi ETO KC színeiben.
A 2021-2022-es idénytől a Siófok játékosa.
2023-ban a Borsodi Sport Klub játékosa

### A válogatottban
A magyar válogatottban 2018. március 22-én mutatkozott be Hollandia ellen. A 18–19-re elveszített találkozón két gólt szerzett.

## Sikerei
- 2013/14-es magyar bajnok női ifjúsági kézilabda-csapata – Ipress Center–Vác
- 2014/15-ös magyar bajnok női ifjúsági kézilabda-csapata – Mosonmagyaróvári KC SE

### Klubcsapatokban
- Győri Audi ETO KC
  - 2016–17-es Magyar Kupa második hely.
  - 2016–17 EHF-bajnokok ligája győztes.
  - 2016–17 Magyar bajnok.
  - 2017-18 Magyar Kupa győztes
  - 2017-18 EHF -bajnokok ligája győztes.
  - 2017-18 Magyar bajnok.
  - 2018-19 Magyar Kupa győztes.
  - 2018-19 Magyar bajnok.
  - 2018-19 EHF -bajnokok ligája győztes.